# TVP Kobieta
TVP Kobieta — польський національний тематичний телеканал суспільного мовлення з центром мовлення у Варшаві.
Розпочав мовлення о 5:30 ранку 8 березня 2021 року. 
Транслюється у форматах HDTV та SDTV.
Програму присвячено розважальній та жіночій тематиці.

## Програма
Телеканал у другій половині дня транслює повтори ранкової програми TVP2 «Pytanie na śniadanie». Також програма включає фільми, як хужожні, так і документальні, а також серіали. Частину ефіру займають повтори програм з основних телеканалів «Telewizja Polska».
Канал придбав права на показ британської програми «House in the Sun». Спеціально для каналу знімається серіал «M jak miłość».